# 귀면 청동로
귀면 청동로(鬼面 靑銅爐)는 몸체를 도깨비 얼굴 모양으로 만든, 고려시대에 만들어진 청동화로이다. 표면에는 청동의 청록(靑綠)이 곱게 입혀져 있고 겉모습은 완전하나, 손잡이와 그릇안의 불덩이를 받쳤던 불받침판은 모두 남아있지 않다. 1972년 6월 24일 대한민국의 국보 제145호로 지정되었다.

## 정보
귀면청동로는 높이 12.9cm로 솥 모양의 몸체(훈구부)를 받침부(기대부)가 받치고 있는 모습이며, 몸체에 도깨비 얼굴을 형상화시켜 놓았다.
몸체의 윗부분인 구연부에는 3개의 굴곡진 산형(山形)으로 처리되었고 삼각형 모양이 솟아 있고, 몸체 양 측면에는 각각 2개의 고리가 달려 있다. 그 고리에 손잡이 장식을 달았던 것으로 보이는데, 지금은 남아 있지 않다.
몸체의 아랫부분은 밑으로 가면서 잘록해지면서 받침부와 연결되었는데, 잘록한 부분에는 도깨비 얼굴을 크게 새기고, 입을 뚫어서 내부로 관통되도록 만들었다. 받침부 밑에는 괴수형의 얼굴로 조각된 3개의 다리가 붙어 있다. 외형은 거의 완전한 상태로 남아 있으나 솥 안쪽에 불덩이를 받쳤던 불 받침판이 없어졌다.
외형은 향로와 비슷하지만 몸체에 바람이 들어가는 통풍구를 뚫은 점에서 풍로나 다로(茶爐)로 사용되었을 가능성도 있다.